# مكتبة آرثر فيانا العامة
مكتبة آرثر فيانا العامة هي مكتبة عامة برازيلية تأسست عام 1846، وتقع في مدينة بارا في بيليم (ولاية بارا البرازيلية). تعتبر أهم مكتبة عامة في بارا، ومستودع السجلات التاريخية والثقافية لهذه الوحدة الاتحادية.
تم تأسيسها في البداية في عام 1846. في عام 1863 تم نقلها إلى مبنى دير كارمو السابق، وفي عام 1871 تم تشكيلها كهيئة عامة. في 25 مارس من نفس العام تم افتتاح مكتبة بارا وأرشيفها العام رسميًا. في عام 1986 تم نقل المكتبة إلى المركز الثقافي والسياحي تانكريدو نيفيس، حاليًا المؤسسة الثقافية في بارا.
تخدم جمهورًا متنوعًا بمتوسط ألفي زائر يوميًا. تضم مجموعة من حوالي 500 ألف مجلد، بما في ذلك الكتب الفنية والتعليمية والفنية والأدبية، بالإضافة إلى الأعمال المرجعية مثل الموسوعات والقواميس والأطالس والكتيبات وقطاع دوري مع المجلات المتخصصة والعامة والنشرات والنشرات والتقويمات والصحف المتداولة المحلية والوطنية والمطبوعات الرسمية للاتحاد.